# OH MY DARLIN' 〜Girls having Fun〜
『OH MY DARLIN' 〜Girls having Fun〜』（オー・マイ・ダーリン ガールズ・ハビング・ファン）は、中ノ森BANDの1枚目のアルバム。2006年1月11日発売。

## 概要
- シングル3曲に加え、ライブで既に披露されていた「空」、「new world」らを収録。
- 初回限定盤にはシングル3曲のビデオクリップとデビュー前の秘蔵ライブ映像を収録したDVD、レーディングカード（2006年カレンダー）を付属。

## 収録曲
1. smile&wild
  - 作詞：中ノ森文子・羽月美久／作曲：中ノ森文子・T2ya／編曲：中ノ森BAND・Koma2Kaz
2. ピンクモンスター
  - 作詞：中ノ森文子／作曲：Jimmy Harry・Sheppard Solomon／編曲：中ノ森BAND・Koma2Kaz
3. Whatever
  - 作詞・作曲：中ノ森文子・Jimmy Harry／編曲：中ノ森BAND・Koma2Kaz

2枚目のシングル
4. Oh My Darlin'
  - 作詞・作曲：シライシ紗トリ／編曲：田辺恵二

3枚目のシングル
5. 恋愛Express
  - 作詞：中ノ森文子／作曲：中ノ森文子・阿久津健太郎／編曲：田辺恵二・中ノ森BAND
6. TOY
  - 作詞：中ノ森文子／作曲：Cheryl Parker・Sara Eker・Lucy Abbott・Niclas Mollinder・Joacim Persson・Par Ankarberg／編曲：中ノ森BAND・Koma2Kaz
7. ラブ♡コントロール
  - 作詞：中ノ森文子／作曲：Davor Vulama・Antonio Cupo・Vincent Degiorgio・Heather Reid・Leisha Hailey／編曲：中ノ森BAND・星野孝文
8. クイックサンド
  - 作詞：中ノ森文子／作曲：Jimmy Harry・Quiz/Larossi／編曲：中ノ森BAND・Koma2Kaz
9. 空
  - 作詞：中ノ森文子／作曲：中ノ森文子・阿久津健太郎／編曲：中ノ森BAND
10. 磁石
  - 作詞：中ノ森文子／作曲：中ノ森文子・阿久津健太郎／編曲：中ノ森BAND・Koma2Kaz
11. サテライト
  - 作詞・作曲・編曲：イイジマケン／Additional Produce：シライシ紗トリ
12. new world
  - 作詞・作曲：葉山拓亮／編曲：葉山拓亮・中ノ森BAND
13. シークレットプール
  - 作詞：中ノ森文子／作曲：Cheryl Parker・Sara Eker・Niclas Mollinder・Joacim Persson／編曲：中ノ森BAND・Koma2Kaz
14. ラズベリーパイ
  - 作詞：中ノ森文子・阿久津健太郎／作曲：Marjorie May・Jeff Franzel・Andy Marvel／編曲：中ノ森BAND・星野孝文

1枚目のシングル